# Graham Masterton
Graham Masterton (Edimburgo, 16 gennaio 1946) è uno scrittore scozzese.

## Biografia
Nato il 16 gennaio 1946 a Edimburgo, vive e lavora a Cork, in Irlanda.
Dopo gli inizi come reporter, diventa a soli 24 anni editore esecutivo della rivista Penthouse ed inizia a pubblicare una serie di manuali di argomento sessuali sotto vari pseudonimi (Dr.Jan Berghof, Edward Thorne e Angel Smith).
Nella sua prolifica carriera ha scritto più di 35 horror, 3 raccolte di racconti e una serie di 27 guide sessuali molto vendute.
Ha ricevuto uno speciale Edgar Award, è stato l'unico scrittore non francese a ricevere il Premio Julia Verlange, ed in suo onore è stato istituito a partire dal 2000 il Premio Masterton.

## Opere tradotte in italiano

### Romanzi
- Manitou: lo spirito del male (The Manitou) (1976), Bologna, Cappelli, 1978 traduzione di Luigi Bernabò e Daniela Mazzella
- Il genio (The Djinn) (1977), Bologna, Cappelli, 1979 traduzione di Luigi Bernabò e Daniela Mazzella
- I guerrieri della notte (Night Warriors) (1987), Roma, Fanucci, 1993 traduzione di Rosa Russo ISBN 88-347-0407-X
- L'inno delle salamandre (The Hymn) (1991), Milano, Sperling paperback, 1995 traduzione di Daniela Arduin ISBN 88-7824-558-5
- Spirit (1995), Roma, Gargoyle, 2006 traduzione di Salvatore Proietti ISBN 88-89541-09-1
- Il sangue di Manitou (2005), Roma, Gargoyle, 2009 traduzione di Annarita Guarnieri ISBN 978-88-89541-34-0

### Manuali
- Single sexy e sicura (Single, Wild, Sexy... and Safe) (1994), Milano, Sonzogno, 1996 ISBN 88-454-0824-8

### Antologie
- Il ritorno degli zombie (The Mammoth Book Of Zombies) (1993), supplemento ad Urania Classici n. 208